# Bactericera dracunculi
Bactericera dracunculi är en insektsart som beskrevs av Loginova 1964. Bactericera dracunculi ingår i släktet Bactericera och familjen spetsbladloppor. Inga underarter finns listade i Catalogue of Life.